# 伯恩賽德 (密西西比州)
伯恩賽德（英語：Burnside）是位於美國密西西比州尼肖巴縣的非建制地區。

## 歷史
伯恩賽德的郵局於1905年設立，其後於1951年停運。

## 地理
伯恩賽德所處的海拔為高於海平面122米（即400英呎），而該地所採用的時區為UTC-6，即北美中部時區（CST）。同時該地設有夏令時間，為UTC-6調快一小時，即UTC-5（CDT）。